# ガンズマネージメント
ガンズマネージメント（Gunn's Management）は東京都渋谷区にあるモデルエージェンシーである。

## 概要
1982年に設立。当初は海外よりファッションモデルの招聘とマネージメントのエージェンシーを行っていた。
その後日本人モデル、フォトグラファーやスタイリストなどのクリエイターのマネージメントを行ってきたが、現在アーティストマネージメントは独立し、S−14として活動している。

## 所属モデル
- 余美宝
- 阿久津ゆりえ
- amako
- 一井沙織
- 伊藤美樹
- 梅澤レナ
- kazumi
- 川上璃子
- 桔花
- 国本綾
- KEI
- 斉藤泉
- 咲元エリ
- 定塚理沙
- 忍田彩
- 珠里亜
- 玉井祐子
- 鳳山えり
- 中村安里
- のぞみ
- 廣野理恵
- 松田園子
- 麻理アンナ
- ミサト
- みわこ
- 山口尚美
- 山中彩
- 山野ゆり
- 友貴
- 吉田彩香

## 過去の所属
- 佐野泉希
- ジョイセ
- 杉本佳奈子
- 玉井里佳
- 中村かおり
- 野本ジュリアンナ
- 畠山怜奈
- HIKARU
- HICO
- 日登美
- 妃路子
- mai
- MAIKO
- miu
- 未祐
- 本山順子
- 森田麻友
- 山川未央
- YUKIKO
- 吉永実加
- 琉架
- LENE